# Toni Cottura

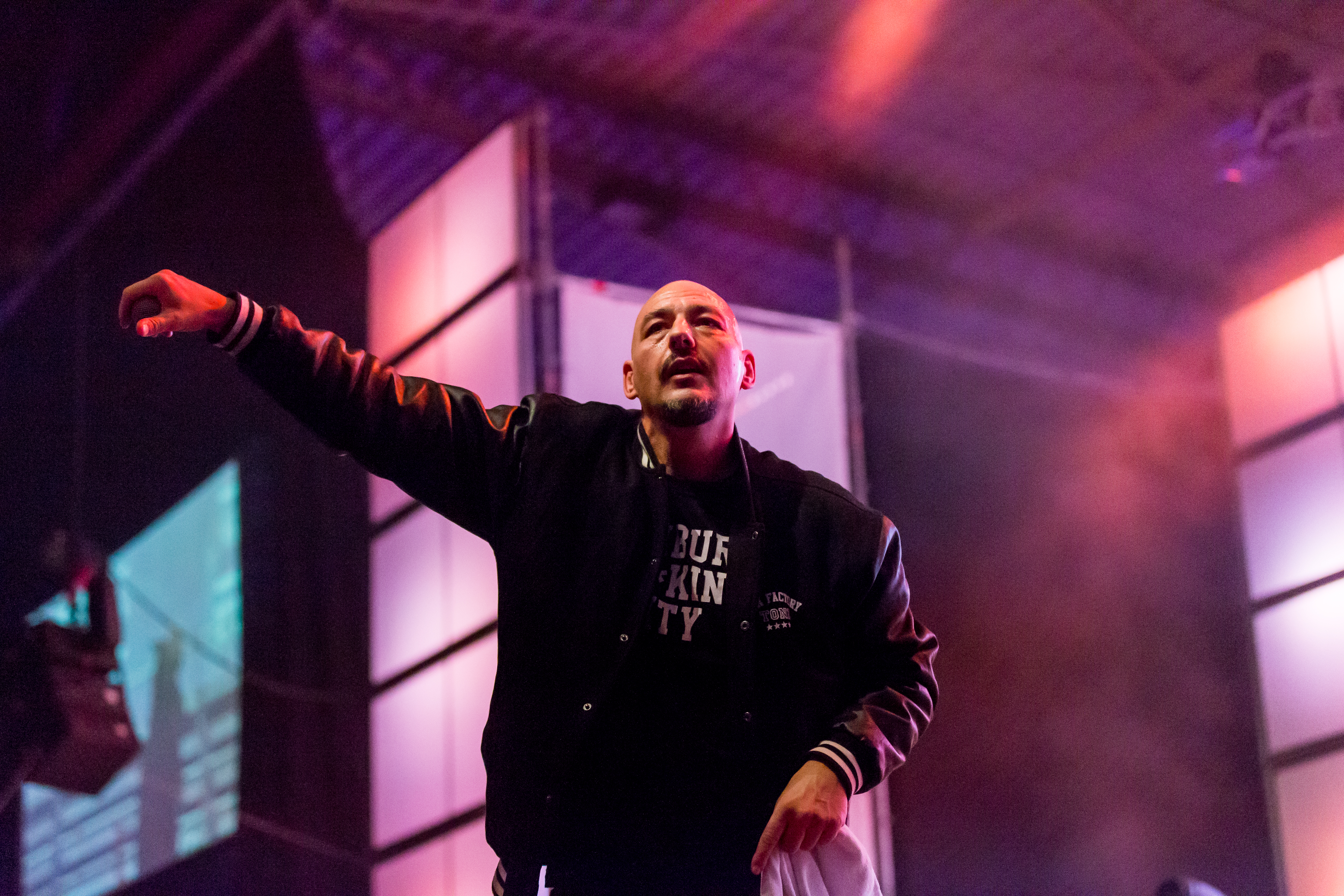
Toni Cottura (2015)

Toni Cottura (* 7. Juni 1971 in Hamburg) ist ein deutscher Musikproduzent, Rapper und Sänger.

## Biografie
Toni Cottura begann seine musikalische Karriere 1988 mit 17 Jahren. Damals trat er erstmals als Partner der DJs David Fascher und DJ Shahin in Erscheinung. Im Jahr 1992 wurde er deutscher DJ-DMC-Champion. Bevor er sich entschied, Musiker zu werden, machte Toni Cottura eine Ausbildung als Krankenpfleger im Allgemeinen Krankenhaus in Hamburg-Barmbek. Zusammen mit Balca Tözün, Rodney Hardison und Stephan Browarczyk (Steve) gründete er 1993 die Eurodance-Band Fun Factory. Er ist nicht nur Produzent und Writer, sondern steht als Smooth T. selbst auf der Bühne.
Cottura schrieb die beiden Alben Non Stop! The Album – Fun Factory (1993) und „Fun-Tastic“ (1995). Das Lied „Close to you“ schaffte es 1994 in die USA-Billboard-Charts, diverse USA-Tourneen folgten. Fun Factory traten u. a. mit Seal, Spin Doctors und Paula Abdul auf. Die Band tourte auch durch Süd-Korea, Malaysia, die Philippinen, in Singapur, Thailand, Mauritius und Japan. In Südostasien erhielten ihre Alben Gold- und Platin-Awards.
1996 stieg Toni Cottura bei „Fun Factory“ aus, um sich Solo-Projekten zu widmen. Kurz darauf gründete er mit Bülent Aris und Holger Storm die Firma Booya Records und arbeitet mit  Backstreet Boys, *NSYNC, Marky Mark und Nana. Cottura produzierte den Sänger und Rapper Nana, dessen Song Lonely auf Platz 1 der deutschen Single-Charts landete. Zur gleichen Zeit waren die Backstreet Boys auf Deutschland-Tournee. Cottura traf deren Manager Johnny Wright, der ihn bat, für die Backstreet Boys einen Song zu machen.
Kurz danach, auf einem Flug nach Hamburg, bei dem der Flieger längere Zeit kreiste, weil er auf die Landeerlaubnis wartete, gingen ihm die Worte Get down durch den Kopf. Eine Woche später wurde das Lied in Zürich mit den Backstreet Boys aufgenommen und erreichte in 32 Ländern Platz 1.
Im Jahr 1997 schrieb er für *NSYNC und Marky Mark verschiedene Songs, 1998 gewann er den „Echo“ als erfolgreichster nationaler Produzent. Im Jahr darauf folgte eine Europa-Tour mit Sean P. Diddy und Jennifer Lopez. Mit seinem Freund Stephan Browarczyk, Steve B., gründete Cottura im Jahr 2000 The Underdog Project. Die beiden schrieben und produzierten den Song Summer Jam, der in 16 Ländern Platz 1 erreichte und 2020 mit Platin ausgezeichnet wurde. Im Jahr 2002 erreichte seine Ballade „Fly“ Platz 1 der deutschen Air Play Charts.
Im Fernsehen saß er bei RTL2 mit Mousse T. in der Jury der Show Teenstar. Für die Band Bro’Sis schrieb und produzierte Cottura 2003/04 drei Songs auf dem Album Do You, für die Girl-Group Monrose textete er 2005 vier Songs, die auf ihrem Album „Temptation“ zu hören sind. Er war außerdem Coach der Staffel „Popstars“ auf RTL2. Ein Jahr später gewann er den „MTV Balkan Award“ für seinen Song „Quieres una aventura“ von Corina feat. Tony Cottura. Im Jahr 2007 wurde er Entertainmentberater für die NFL Europe. 2010 gründete er das Label SyncSouls, produzierte Hörbücher und Soundtracks mit Entspannungsmusik.
Seit 2013 ist Cottura erneut unterwegs mit „Fun Factory“. Die Band steht wieder in ihrer fast ursprünglichen Besetzung auf der Bühne. Rodney Hardison lebt seit Jahren in Los Angeles, für ihn kam Anthony Freeman (Ski) dazu. 2016 brachte das Quartett das Album Back to the Factory heraus.

## Privates
Toni Cottura war einige Jahre lang mit der Rapperin und Fernsehmoderatorin Daisy Dee verheiratet, mit der er ebenfalls einige gemeinsame Songs aufnahm. Der Name seiner zweiten Ehefrau ist Nasseria. Cottura ist Vater einer Tochter. Er hat eine jüngere Schwester.

## Populärkultur
Toni Cottura wird im Lied Schweiss und Tränen (2000) von Deichkind erwähnt. Über einen schmalspurigen Rapper heißt es „Doch es kommt noch purer, sein Daddy schickte ihn zu Jura / und dann kam auch noch raus, er produziert jetzt bei Cottura.“ Auch das 1998er Album „Privat (style fetisch)“ von Spax enthält in dem Stück Popschutz (Popschowtz) einen Seitenhieb auf Cottura: „...Toni Tortura ohne Gefühl für guten Rap.“

## Diskografie
Singles

| Jahr | Titel Album            | Höchstplatzierung, Gesamtwochen, AuszeichnungChartplatzierungen (Jahr, Titel, Album, Platzierungen, Wochen, Auszeichnungen, Anmerkungen) | Höchstplatzierung, Gesamtwochen, AuszeichnungChartplatzierungen (Jahr, Titel, Album, Platzierungen, Wochen, Auszeichnungen, Anmerkungen) | Höchstplatzierung, Gesamtwochen, AuszeichnungChartplatzierungen (Jahr, Titel, Album, Platzierungen, Wochen, Auszeichnungen, Anmerkungen) | Höchstplatzierung, Gesamtwochen, AuszeichnungChartplatzierungen (Jahr, Titel, Album, Platzierungen, Wochen, Auszeichnungen, Anmerkungen) | Höchstplatzierung, Gesamtwochen, AuszeichnungChartplatzierungen (Jahr, Titel, Album, Platzierungen, Wochen, Auszeichnungen, Anmerkungen) | Anmerkungen                                                                                      |
| Jahr | Titel Album            | DE | AT | CH | UK | US | Anmerkungen                                                                                      |
| ---- | ---------------------- | --- | --- | --- | --- | --- | ------------------------------------------------------------------------------------------------ |
| 1993 | Jetzt geht’s los –     | — | — | — | — | — | Erstveröffentlichung: 1993 mit David Fascher & Roland Sode als „04 Null“                         |
| 1994 | Don’t Stop the Music – | — | — | — | — | — | Erstveröffentlichung: 22. April 1994 mit Bülent Aris, Rodney Hardison & Balca Tözün als „2 Raff“ |
| 1997 | Da Partyboom –         | — | — | — | — | — | Erstveröffentlichung: 8. Februar 1997 feat. A.K.-S.W.I.F.T.                                      |
| 1998 | My Life –              | DE43 (5 Wo.)DE | — | — | — | — | Erstveröffentlichung: 18. Mai 1998 feat. Jan van der Toorn                                       |
| 1999 | On & On –              | — | — | — | — | — | Erstveröffentlichung: 8. Oktober 1999                                                            |
| 2000 | All I Want to Know –   | — | — | — | — | — | Erstveröffentlichung: 2000 mit Aleksandra Jovanovic & Craig Smart als „The 7″ Project“           |
| 2003 | Fly –                  | DE84 (7 Wo.)DE | — | — | — | — | Erstveröffentlichung: 5. Mai 2003                                                                |

## Auszeichnungen
- 1998: Echo Pop in der Kategorie „Produzent des Jahres“ (mit Bülent Aris)